# Ef - a fairy tale of the two.
ef - a fairy tale of the two.(한국어: 에프 어 페어리 테일 오브 더 투)는 minori의 최신작이 되는 미소녀 게임, 또는 이를 원작으로 한 관련상품을 통칭한다. 『fairy tale of the two』라는 문장은「두 사람의 동화」란 의미. 테마는「minori's 4th challenge about "Will"」. 전편의『the first tale.』이 2006년 12월 22일에, 후편의『the latter tale.』이 2008년 5월 30일에 각각 발매되었으며, 2010년 4월 29일에는 『the first tale.』과 『the latter tale.』이 모두 수록된 플레이스테이션 2 이식판이 발매되었다.

## 개요
minori의 5번째에 작품에 해당하는 본 작품은『스이카』,『D.C. ~다 카포~』(모두 CIRCUS 제작)의 원작자로 알려진 미카게와. 앞에서 열거된 작품에서 메인 히로인들의 캐릭터 디자인과 원화를 담당했던 나나오 나루를 포함한 초 호화 스탭이 모여서 2005년 초에 제작이 발표되었다.
본 작품은 미소녀 게임에서 많은 어드벤처 게임 형식이 아닌 인터랙티브 노벨이라 불리는 형식을 사용하고 있다.

## 무대
작품상으론 일본의 어느 해안 지방 중 지진등의 재해로 마을이 거의 폐허가 되었다가 복구되는 과정에 있어, 관광지의 형태를 띠게 되는 과정을 거치고 있는 "오토와(音羽)"라는 마을을 무대로 하고 있다. 재건되고 있는 마을이라고 하나 일본과는 매우 이질적인 유럽풍의 마을 형태를 띠고 있으며 마을 외곽에는 이전의 폐허가 다수 남아있다. 하지만 이 일본의 오토와 마을과 함께 동일 위도에 위치한 오스트레일리아 남동부 지역에 동일한 모습을 가진 마을이 존재하며 이는 어떠한 프로젝트에 의해 "실험"적으로 개발된 마을이다. 이 마을은 위도, 기후 등 여러 가지 조건이 일본의 마을과 일치하고 사는 모습, 정치적으로도 매우 비슷한 양상을 띠고 있기 때문에 독자는 두 개의 마을이 존재하는가에 대해 쉽게 알 수 없게 되어있다.
작중에서는 치히로, 렌지, 쿠제, 유우가 오스트레일리아에 거주하고 있다.

## 줄거리
본 작품은 2부 6장으로 이루어져 있으며, 각 장별로 중심이 되는 주인공이 바뀌고 있으나, 각 캐릭터간의 연계되는 관계를 가지고 있는 독특한 방식으로 스토리가 진행된다. 전편인 『the first tale.』에서는 1부 전편에 해당되는 1,2장, 후편인 『the latter tale.』에서는 1부 후편인 3장과 2부인 4장과 함께 중간중간 아마미야 유우코와 히무라 유우의 과거 이야기가 흐르며 그 이야기를 완결하는 최종장으로 구성되어 있다.
제1장. 미야무라 미야코 - I'm Here Now
학생이면서 프로 만화가인 히로노 히로는 바쁜 나날을 보내고 있는 가운데, 크리스마스 밤. 소매치기를 쫓던 미야무라 미야코와 만난다. 미야코는 이후 학교에서 재회해 히로에게 관심을 갖고 접근하기 시작하나 히로와 오래부터 소꿉친구로 지내고 있던 신도 케이와 부딪치며 삼각관계를 만들어 간다.
제2장. 신도 케이 - "The flower bloom in the night sky."
1장으로부터 몇 개월 후의 여름, 히로와 동급생인 츠츠미 쿄우스케는 어느날 체육관에서 홀로 농구를 하고 있는 케이와 만나 그녀를 주인공으로 한 영화를 찍기로 결심한다. 작품의 객관성보다는 주관적인 부분에 집착했던 그는 그가 활동하던 영화부에서 퇴부함과 함께 사귀고 있던 부장과도 헤어지게 되어있던 상태에서 그녀의 열의와 함께 자신도 적극적인 모습을 되찾기 시작한다.
제3장. 신도 치히로 - "Terminal in the world."
다시 몇 개월 후의 겨울, 소설을 좋아하는 아소우 렌지는 평소 자신이 매일 독서를 하러 다니던 폐역사에서 신도우 치히로와 만나게 된다. 점점 그녀와 만나게 되면서 어제의 그녀와 오늘의 그녀가 다르다는 것을 안 렌지는 치히로가 이야기를 쓰고 싶다던 꿈을 이뤄주기 위해 그녀를 돕기 시작한다.
제4장. 하야마 미즈키 - "Angel's holiday"
3장으로부터 약 1년 후인 여름, 렌지의 사촌인 햐야마 미즈키가 렌지의 집에 머물던 중 쿠제의 집에 찾아오게 된다. "그녀가 바다에 가까이 가지 못하게 해달라"는 렌지의 어머니(스미레)가 부탁한 내용의 뜻을 모른 채 그녀와 함께 하기 시작했으나, 정작 쿠제 또한 큰 비밀을 가지고 있었다.
최종장. "The separated two will be the one again"

## 등장 캐릭터
성우이름에 대해선 게임·드라마 CD(비등장 캐릭터도 있음)/TV 애니메이션의 순서로 기입한다.

### 메인 캐릭터
히로노 히로(일본어: 広野 紘)
성우:코미츠 사츠키/시모노 히로 (게임, 애니메이션 동일)
1부의 주인공. 오토와 학원 2년생. 아버지와 누나 모두 유명한 화가지만 막상 본인은「신도 나기(新堂凪)」라는 펜네임으로 소녀만화를 연재하고 있다. 케이와 치히로간은 옛날부터 소꿉친구 사이로서 동생과 같은 사이.
미야무라 미야코(일본어: 宮村 みやこ)
성우:아카사와 카에데/타구치 히로코 (게임, 애니메이션 동일)
1부의 메인 히로인. 오토와 학원 2년생(2부에선 3년생)으로 용모수려·성적우수이면서 수업을 빼먹는 걸로 학원에선 제법 유명한 인물. 6년 전 부모가 이혼한 이래 혼자 살고있다.
츠츠미 쿄스케(일본어: 堤 京介)
성우:시로키 카케루/타이 유우키 (게임, 애니메이션 동일)
2부의 주인공. 히로의 친구이며 학교에서는 영화연구부 소속으로 항상 비디오 카메라를 들고 다닌다. 여자관계가 복잡하다.
신도 케이(일본어: 新藤 景)
성우:사쿠라이 미레이/오카다 쥰코 (게임, 애니메이션 동일)
2부의 메인 히로인. 오토와 학원 1년생(2부에선 2년생). 히로와는 소꿉친구 사이. 운동형 체질로서 농구를 잘한다. 숏컷의 보이시한 외견과 성격이고 어릴 적부터 히로를 계속 챙겨주고 있다.
아소 렌지(일본어: 麻生 蓮治)
성우:이카가와 시온/타카기 모토키 (게임, 애니메이션 동일)
3부의 주인공. 독일인의 건축가를 아버지로 둔 혼혈. 잦은 이사로 친구가 거의 없었다. 독서를 좋아한다.
신도 치히로(일본어: 新藤 千尋)
성우:마키 이즈미/야나세 나츠미 (게임, 애니메이션 동일)
3부의 메인 히로인. 렌지가 오토와의 역에서 만난 소녀. 케이와 일란성 쌍둥이로 여동생. 4년 전 교통사고로 한쪽 눈을 잃음과 함께 기억장해를 앓게되어 사고시점 이후의 기억은 현재 시점에서 13시간 동안의 기억만 유지할 수 있다.
쿠제 슈이치(일본어: 久瀬 修一)
성우:아키레스 켄/하마다 켄지 (게임, 애니메이션 동일)
4부의 주인공. 프로의 바이올리니스트. 렌지의 이웃집에 살고있다. 부모와의 불화로 오토와 학원을 중퇴하고 독일로 유학을 다녀오게 된다.
하야마 미즈키(일본어: 羽山 ミズキ)
성우:아구미 오토/고토 마이(게임, 애니메이션 동일)
4부의 메인 히로인. 케이와는 선후배 관계, 렌지와는 사촌이며 소녀만화를 좋아한다(신도 나기의 팬이나 신도 나기가 히로노 히로라는 사실을 모름). 후편에서 추천입학으로 오토와 학원에 입학하게 된다.
히무라 유우(일본어: 火村 夕)
성우:미부 츄죠/토오치카 코이치(게임, 애니메이션 동일)
파이널 챕터의 주인공이자 이야기의 중심인물. 어떤 사정으로 인해 치히로의 보호자대행을 맡고 있는 남성. 항상 교회에서 누군가를 기다린다. 각 장의 주인공들에게 충고나 조언을 한다.
아마미야 유우코(일본어: 雨宮 優子)
성우:야마다 유나/나카지마 유미코(게임, 애니메이션 동일)
파이널 챕터의 메인 히로인이자 이야기의 중심인물. 항상 교회에서 누군가를 기다린다. 보통은 오토와 거리의 교회에 머물고 있는 자칭「봉사 메이드」.

### 서브 캐릭터
히로노 나기(일본어: 広野 凪)
성우:미사키 리나/이토 시즈카(게임, 애니메이션 동일)
히로의 누나. 오토와 학원의 졸업생으로 히무라나 쿠제와는 동급생. 일인칭은 나(僕). 쓰리사이즈는 공개되어있지 않지만 그래픽상으로 보건대 프로포션이 좋고 거유이다.
사람의 이름을 2음절로 줄여 부르는 버릇이 있다. 그렇지 않으면 잊어버린다고.
현재에는 프로 화가이며 미국에서 살고 있다. 히로에게 입학기념으로 오토와 학원의 옥상열쇠를 주었다.
이 작품에서 유일하게 쯔시 가로아가 그린 여성 캐릭터이다.
아소 스미레(일본어: 麻生 すみれ)
성우:야마다 나호 / 아오키 사야카 (게임, 애니메이션 동일)
거리 내에서 요리교실의 교사를 하고 있는, 렌지의 어머니
아마미야 아키라(일본어: 雨宮 明良)
성우:죠우슈우 톰 / 후루사와 토오루(게임, 애니메이션 동일)
히무라나 나기가 학창 시절 오토와 학원의 미술교사면서 나기가 소속된 미술부의 고문인 아마미야 유우코의 배다른 오빠. 히로 아버지의 제자로 나기와는 오토와 입학 이전부터 면식이 있었다. 재해로 인해 여동생을 잃었다. 골초.

## 스탭
- 기획:사카이 노부카즈
- 감독:미카게
- 원작·각본:미카게, 카가미 유우
- 캐릭터 디자인·작화감독:나나오 나루, 쯔시 가로아(2C＝がろあ)
- 연출:사카이 노부카즈
- 미술 설정:유우로
- 음악:텐몬, 야나기 에이치로(latter tale.부터)
- 오프닝 애니메이션(first tale./latter tale.)
  - 감독:신카이 마코토
  - 작화감독:sata
  - 3D 애니메이션 감독:tsukune.
  - 애니메이션 제작협력:아지아도우
  - latter tale. 엔딩 무비:SHAFT

## 주제가
- first tale. 메인 테마 :「유구의 날개(悠久の翼)」
  - 작사:사카이 노부카즈, 작곡·편곡:텐몬, 노래:하라다 히토미
- latter tale. 오프닝 테마 :「emotional flutter」
  - 작사:사카이 노부카즈, 작곡·편곡:텐몬, 노래:하라다 히토미
- latter tale. 엔딩 테마 :「ever forever」
  - 작사:사카이 노부카즈, 작곡·편곡:텐몬, 노래:하라다 히토미
- 플레이스테이션2 이식판 테마 :「echt forgather」
  - 작사:사카이 노부카즈, 작곡·편곡:텐몬, 노래:하라다 히토미

유구의 날개(eternal feather)는 실제 first tale 게임 플레이시 엔딩 동영상에서 들을 수 있다.
정확히는 "ef - a fairy tale of the two."라는 작품 전체의 메인 테마라고 할 수 있다.

## TV 애니메이션

### 1기「ef - a tale of memories.」
『ef - a tale of memories.』(에프 어 테일 오브 메모리즈)라는 제목으로 2007년 10월-12월에 걸쳐 지바TV외의 여러 독립UHF계열 방송국, 또는 AT-X에서 방영되었다. 전 12화. 원작 내용 중 1,2,3장의 내용에 해당되나 사실상 2장의 내용은 생략되었다.

#### 스탭
- 원작:minori, 미카게
- 감독:오오누마 신
- 시리즈 구성:타카야마 카츠히코
- 캐릭터 원안:나나오 나루, 쯔시 가로아(2C＝がろあ)
- 비디오 편집:큐텍
- 음악:텐몬, 야나기 에이치로
- 음향 감독:츠루오카 요우타
- 감수:신보 아키유키
- 애니메이션 제작:샤프트
- 제작:「ef」제작위원회(제네온 엔터테인먼트, minori, 무빅, 프론티아 윅스, 샤프트)

#### 주제가
- 오프닝 테마:『euphoric field』
  - 작사:사카이 노부카즈, 작곡·편곡:텐몬, 노래:ELISA
    - ※『euphoric field』의 앞문자를 이으면 이 이야기의 제목「ef」가 된다.
- 엔딩 테마1：『I'm Here』
  - 작사:사카이 노부카즈, 작곡·편곡:텐몬, 노래:미야무라 미야코(타구치 히로코)
- 엔딩 테마2：『각인된 계절(刻む季節)』
  - 작사:사카이 노부카즈, 작곡·편곡:텐몬, 노래:신도우 케이(오카다 준코)
- 엔딩 테마3：『하늘의 꿈(空の夢)』
  - 작사:사카이 노부카즈, 작곡·편곡:텐몬, 노래:신도우 치히로(야나세 나츠미)
- 엔딩 테마4：『유구의 날개 07mix(悠久の翼 07mix)』
  - 작사:사카이 노부카즈, 작곡:텐몬, 편곡:텐몬·야나기 에이치로, 노래:아마미야 유우코(나카지마 유미코)

#### 각화 제목·주제가·게스트 일러스트
| 화수  | 제목          | 오프닝곡                             | 엔딩곡                              | 엔딩 버전   | DVD 수록시 변경된 엔딩곡 | 예고 일러스트                 |
| ----- | ------------- | ------------------------------------ | ----------------------------------- | ----------- | ------------------------ | ----------------------------- |
| 1     | eve           | 없음                                 | I'm here                            | 노멀 버전   | -                        | 나나세 아오이                 |
| 2     | upon a time   | 없음                                 | euphoric field feat.ELISA (English) | 오프닝 버전 | -                        | 아보시 마코                   |
| 3     | paradox       | euphoric field feat.ELISA (English)  | I'm here                            | 노멀 버전   | 각인된 계절 (刻む季節)   | 쇼우나 미츠이시 유우키 타츠야 |
| 4     | honesty       | euphoric field feat.ELISA (English)  | 각인된 계절 (刻む季節)              | 케이 버전   | 각인된 계절 (刻む季節)   | 뽀요용♥롯쿠                   |
| 5     | outline       | euphoric field feat.ELISA (English)  | 각인된 계절 (刻む季節)              | 케이 버전   | 하늘의 꿈(空の夢)        | 타케이 마사키                 |
| 6     | rain          | euphoric field feat.ELISA (English)  | 하늘의 꿈(空の夢)                   | 치히로 버전 | 하늘의 꿈(空の夢)        | 마츠시다 마카코 랏코          |
| 7     | I...          | euphoric field feat.ELISA (English)  | I'm here                            | 미야코 버전 | -                        | 이즈미 츠바스                 |
| 8     | clear colour  | euphoric field feat.ELISA (English)  | 하늘의 꿈(空の夢)                   | 치히로 버전 | -                        | 히카와 헤키루                 |
| 9     | forget me not | euphoric field feat.ELISA (English)  | 각인된 계절 (刻む季節)              | 케이 버전   | -                        | 아오키 우메                   |
| 10    | I'm here      | 없음                                 | I'm here                            | 노멀 버전   | -                        | 쿠우츄 요우사이               |
| 11    | ever forever  | euphoric field feat.ELISA (English)  | 하늘의 꿈(空の夢)                   | 치히로 버전 | -                        | 나나오 나루                   |
| 12    | love          | euphoric field feat.ELISA (Japanese) | 유구의 날개(悠久の翼) 07mix         | 유우코 버전 | -                        |                               |
| coda. | dream         | euphoric field feat.ELISA (Japanese) | 유구의 날개(悠久の翼) 07mix         | 유우코 버전 | -                        |                               |

각화의 서브타이틀과 이어지는「coda.」의「dream」의 앞문자의 알파벳을 순서대로 이으면「euphoric field」이 된다. 그리고「euphoric field」의 각 단어의 앞문자를 순서대로 이으면 이야기의 제목인「ef」가 된다.

### 2기「ef - a tale of melodies.」
전작에 이어 2008년 후속작(2기)에 해당하는『ef - a tale of melodies.』(에프 어 테일 오브 멜로디즈)가 2008년 10월부터 방영이 시작하였다. 전 12화.

#### 스탭
- 원작:minori, 미카게
- 감독:오오누마 신
- 시리즈 구성:타카야마 카츠히코
- 캐릭터 원안:나나오 나루, 쯔시 가로아(2C＝がろあ)
- 음악:텐몬, 야나기 에이치로
- 음향 감독:츠루오카 요우타
- 감수:신보 아키유키
- 애니메이션 제작:샤프트
- 제작:「ef2」제작위원회(제네온 엔터테인먼트, minori, 샤프트, 무빅, 프론티아 윅스, 키티)

#### 주제가
- 오프닝 테마:『ebullient future』
  - 작사:사카이 노부카즈, 작곡·편곡:텐몬, 노래:ELISA

- 엔딩 테마1 :『미소의 힘(笑顔のチカラ)』
  - 노래:하야마 미즈키(고토우 마이)

- 엔딩 테마2 :『소원의 조각(願いのカケラ)』
  - 노래:아마미야 유우코(나카지마 유미코)

#### 각화 제목·주제가·각본·게스트 일러스트
| 화수 | 제목       | 오프닝곡                                                   | 엔딩곡                                    | 각본              | 예고 일러스트             |
| ---- | ---------- | ---------------------------------------------------------- | ----------------------------------------- | ----------------- | ------------------------- |
| 1    | ever       | ebullient future (English)                                 | 없음                                      | 타카야마 카츠히코 | 쯔시 가로아 (2°C＝がろあ) |
| 2    | read       | ebullient future (English)                                 | 미소의 힘(笑顔のチカラ)                   | 타카야마 카츠히코 | 쿠스쿠스                  |
| 3    | union      | ebullient future (English)                                 | 미소의 힘(笑顔のチカラ)                   | 타카야마 카츠히코 | MATSUDA98                 |
| 4    | turn       | ebullient future (English)                                 | 미소의 힘(笑顔のチカラ)                   | 타카야마 카츠히코 | 미야비 쥬리               |
| 5    | utter      | ebullient future (English)                                 | 미소의 힘(笑顔のチカラ)                   | 타카야마 카츠히코 | 젯쿄                      |
| 6    | flection   | ebullient future (Instrumental)                            | 소원의 조각(願いのカケラ)                 | 타카야마 카츠히코 | 쿠메타 코우지             |
| 7    | reflection | ebullient future (English)                                 | 미소의 힘(笑顔のチカラ)                   | 타카야마 카츠히코 | 타마히요                  |
| 8    | reutter    | ebullient future (English)                                 | 소원의 조각(願いのカケラ)                 | 타카야마 카츠히코 | 후네                      |
| 9    | return     | ebullient future (English)                                 | 미소의 힘(笑顔のチカラ)                   | 타카야마 카츠히코 | 코바야시 진               |
| 10   | reunion    | 없음                                                       | ebullient future (English, Piano solo)    | 타카야마 카츠히코 | 스즈히라 히로             |
| 11   | reread     | ebullient future (English, 2절), euphoric field (Japanese) | 미소의 힘(笑顔のチカラ)                   | 타카야마 카츠히코 | 나나오 나루               |
| 12   | forever    | 없음                                                       | ebullient future (Japanese), ever forever | 타카야마 카츠히코 |                           |

- 11화에서는 중간에 1기의 오프닝인 euphoric field가 나왔다. 영상은 1기 12화와 비슷하나, 배경의 영문이 독문으로 치환되었다.

6화까지 각 화수별 서브타이틀의 앞자리 알파벳을 뒤에서부터 이으면 「future」가 된다.
7화부터 11화까지는 6화~2화의 타이틀에 붉은 글씨로 're'가 붙어 돌아온다.
1화와 12화의 제목을 이으면 1기 11화의 제목인 ever forever가 되며, 또한 이것은 게임판의 그랜드 엔딩과 같은 제목이다.
그리고「ebullient future」의 각 단어의 앞문자를 순서대로 이으면 1기와 마찬가지로 이야기의 제목인「ef」가 된다.

### 관련상품
DVD
제네온 엔터테인먼트로부터 발매
- ~prologue~:2007년 8월 24일 발매, GNBA-1279 - 애니메이션화를 기념해서 나온 DVD. 프로모션 영상등이 수록되어있다. 초회한정생산품.
- 제1권:2007년 12월 7일 발매, GNBA-1280(초회판)·GNBA-1281(통상판) - 1화와 2화가 수록
- 제2권:2008년 1월 11일 발매, GNBA-1282 - 3화와 4화가 수록 ※3화의 경우 TV방영판보다 약 1분 30초긴 완전판이 수록되어 있다.[1].
- 제3권:2008년 2월 8일 발매, GNBA-1283 - 5화와 6화가 수록
- 제4권:2008년 3월 7일 발매, GNBA-1284 - 7화와 8화가 수록
- 제5권:2008년 4월 2일 발매, GNBA-1285 - 9화와 10화가 수록
- 제6권:2008년 5월 9일 발매, GNBA-1286 - 11화와 12화가 수록
- 총집편:2008년 9월 26일 발매, GNBA-1289 -「ef - a tale of memories. 〜recollections〜」

보컬CD
제네온 엔터테인먼트로부터 발매
- ef - a tale of memories.OPENING THEME
  - 『euphoric field feat.ELISA』(GNCA-0073, 2007년 10월 24일 발매) 노래:ELISA
- ef - a tale of memories.ENDING THEME
  - 『Adagio by Miyako Miyamura』(GNCA-0080, 2007년 10월 24일 발매) 노래:미야무라 미야코(cv.타구치 히로코)
  - 『Vivace by Kei Shindou』(GNCA-0081, 2007년 11월 21일 발매) 노래:신도우 케이(cv.오카다 준코)
  - 『Andante by Chihiro Shindou』(GNCA-0082, 2007년 12월 21일 발매) 노래:신도우 치히로(cv.아야세 나츠미)
- 『유구의 날개(悠久の翼) 07.mix／euphoric field live Re-mix』(GNCA-0120, 2008년 9월 26일 발매) 노래:아마미야 유우코(cv.나카지마 유미코)·ELISA
  - 최종회 ED『유구의 날개 07.mix』의 싱글컷을 포함하여 euphoric field의 Re-mix 버전을 수록.
- ef - a tale of melodies.OPENING THEME
  - 『ebullient future』(GNCA-0122, 2008년 11월 5일 발매) 노래:ELISA
- ef - a tale of melodies.ENDING THEME
  - 『Fermata by Mizuki Hayama』(GNCA-0124, 2008년 11월 5일 발매) 노래:하야마 미즈키(cv.고토우 마이)
  - 『Fine by Yuko Amamiya』(GNCA-0123, 2008년 11월 26일 발매예정) 노래:아마미야 유우코(cv.나카지마 유미코)

사운드 트랙
제네온 엔터테인먼트로부터 발매
- 『ef - a tale of memories.ORIGINAL SOUNDTRACK ~espressivo~』(GNCA-1135, 2008년 2월 8일 발매) 작곡:텐몬·야나기 이치로
- 『ef - a tale of memories.ORIGINAL SOUNDTRACK2 〜fortissimo〜』(GNCA-1136, 2008년 4월 2일 발매) 작곡:텐몬·야나기 이치로
  - 최종화 ED『유구의 날개 07.mix』의 풀코러스판을 수록

## 미디어 전개

### 코믹판
월간 전격 코믹가오!에서 본편 게임에 앞서 선행되는 형태로 연재개시되었다. 동 잡지가 휴간에 들어가면서 월간 코믹 전격대왕으로 이적하여 연재중.
원작:미카게·카가미 유우, 그림:미야비 쥬리, 발행:아스키 미디어웍스
- 1권: 2006년 3월 15일 발행, ISBN 4-8402-3364-0
- 2권: 2006년 4월 15일 발행, ISBN 4-8402-3415-9
- 3권: 2006년 12월 15일 발행, ISBN 4-8402-3672-0
- 4권: 2007년 7월 15일 발행, ISBN 978-4-8402-3920-2
- 공식 코믹 팬북: 2007년 9월 15일 발행, ISBN 978-4-8402-4005-5
- 5권: 2007년 11월 15일 발행, ISBN 978-4-8402-4090-1
- 6권: 2008년 3월 15일 발행, ISBN 978-4-8402-4245-5
- 7권: 2008년 10월 27일 발행, ISBN 978-4-04-867386-0

### 숏 스토리
『ef - a fairy tale of the two another tale』라는 제목으로 콘프티크 2006년 7월호부터 2008년 7월호까지 연재되었다.

### CD
드라마CD
- 프론티아 웍스로부터 발매.
  - vol.1「미야코의 의외의 약점?(みやこの意外な弱点？)」(FCCP-0020, 2006년 10월 25일 발매)
  - vol.2「케이의 러브레터(景のラブレター)」(FCCP-0021, 2006년 12월 22일 발매)
  - vol.3「치히로가 없어지는 날(千尋がいなくなる日)」(FCCP-0022, 2007년 2월 23일 발매)
  - vol.4「미즈키의 시대극(ミズキの時代劇)」(FCCP-0023, 2007년 4월 25일 발매)
- minori로부터 발매.
  - ef - a fairy tale of the two. 드라마CD vol.01「미야무라가에 잘 오셨습니다.(宮村家へようこそ)」(2006년 12월, 코믹마켓71에서 발매)

맥시 싱글CD「eternal feather」
- 여성 캐릭터 쟈켓ver.:SW-006SF(미야무라 미야코&아마이야 유우코)
- 남성 캐릭터 쟈켓ver.:SW-006SM(히로노 히로&히무라 유우)
  - minori로부터 2006년 10월 27일에 발매.
  - 「ef - the first tale.」메인 테마「유구의 날개(悠久の翼)」의 풀코러스ver.·무비 사이즈ver.·각 off vocal ver., 모노로그 2종류(여성편, 남성편)을 수록.
  - 양 버전의 차이는 포함돼 있는 3매의 일러스트와 사용 컷·패키지 뒷면의 인레이에 사용된 파일프린트의 일러스트.
  - 덧붙여서, 당일 완매된 점포가 많아서 구입을 못한 유저나 점포에서의 요망을 받아들여, 여성 캐릭터 쟈켓ver.한정이었지만 2006년 12월 22일에 재프레스판이 발매되었다.

## 인터넷 라디오
- 인터넷 웹라디오 방송국 '온센()'에서 매주 금요일 갱신.

- 오모시로 미노리 방송국

```
 2006.10.13 ~ 2007.6.1 (전 33화. 그 외 번외편 존재)
```

- 유미코&유우나의 에프메모 라디오

```
 2007.6.8 ~ 2008.6.20 (전 53화. 그 외 번외편 존재)
```

- 유미코&유우나의 에프멜로 라디오

```
 2008.7.4 ~
```

- 오모시로 미노리 방송국은 2007년 6월 1일 방송을 마지막으로 종료되었으나, 에프메모 라디오나 에프멜로 라디오의 뒤에 10여분간 짧게 하나의 코너로서 유지되고 있다.